# Dobytí Prachatic husity
Během husitských válek v 15. století byly Prachatice v roce 1420 dvakrát husity obléhány a podmaněny. Přes dvě stě katolických obyvatel města bylo po druhém obléhání vyvražděno nebo upáleno.

## Prachatice před husitskými válkami
Od poloviny 14. století byly Prachatice rozvíjejícím se městem na prachatické větvi Zlaté stezky. Pasov získal oprávnění obchodovat se solí, s Prachaticemi, které patřily Vyšehradské kapitule. Sůl byla z Prachatic dále převážena do Písku, kde Zlatá stezka končila. V opačném směru se z Čech vyváželo obilí. Městská práva potvrdil Prachaticím, městu na Zlaté stezce, Jan Lucemburský, a v době husitských válek již bylo město obehnáno hradbami. Ve městě žilo převážně německé obyvatelstvo. Rozmach Prachatic přerušily husitské války.

## Dvojí dobytí Prachatic

### První obléhání Prachatic husity
Dne 25. dubna 1420 se Prachatice staly jedním z cílů husitských vojsk, pravděpodobně pod vedením Jana Žižky, který se krátce před tím zmocnil Vodňan. Prachatice se Žižkovi vzdaly; katoličtí měšťané uprchli, husité zčásti zbořili hradby a z nyní husitského města odtáhli. 
Po odchodu táboritského vojska, asi na počátku září 1420, se uprchlí měšťané vrátili, pronásledovali spoluobyvatele podobojí a dva nebo tři z nich upálili.

### Druhé obléhání Prachatic husity
Dne 12. listopadu 1420 přitáhl Jan Žižka podruhé k Prachaticím. Poté, co se prachatičtí odmítli vzdát výměnou za záruku zachování života a majetku, zaútočili táborité na městské hradby. Opevnění tehdy ještě nebylo vybaveno parkánovou zdí a po překonání hradeb se husité města zmocnili. Následovalo vraždění mužského obyvatelstva, jehož část byla pobita v ulicích a část byla zahnána do sakristie kostela Svatého Jakuba, kde byli upáleni a pohřbeni pod kameny zbořené sakristie. Ženy s dětmi byly z města vypovězeny a do Prachatic se navrátili obyvatelé podobojí, převážně českého původu. Žižka přikázal zdokonalit městské opevnění příkopy a hejtmany se zde stali Chval Řepický z Machovic a Jeník z Mečkova.
Prachatice se tak staly součástí pásu táboritských měst (Vodňany, Klatovy, Sušice, Písek) na jihozápadu Čech, v prostoru mezi katolickými Budějovicemi a Plzní.

## Po husitských válkách
Když byla v roce 1436 přijata Basilejská kompaktáta, uznaly Prachatice Zikmunda Lucemburského za krále. Roku 1436 se Prachatice staly na krátkou dobu královským městem a císař Zikmund jim potvrdil bývalé výsady, jmenovitě ty, které se týkaly obchodu se solí.

## Popis obléhání od Vavřince z Březové
Současník, historik husitského hnutí Vavřinec z Březové (asi 1370 – asi 1437) uvedl ve své Husitské kronice o obléhání Prachatic mezi jiným následující.

O situaci po prvním obléhání:
| „ | Neboť když táboři, kteří tam dříve přišli, vypálili město a zbořili částečně městskou hradbu a potom odešli, vrátili se do města někteří z protivníků, kteří tehdy byvše vyhnáni utekli před tváří táborů. A ti, jakž takž opravivše domy a úplně obnovivše hradbu, jali se krutě pronásledovati všechny, kdož přijímali pod obojí způsobou tak, že některé zajímali a donucovali křivě přísahat, některé, vzavše jim jejich majetek, vyháněli z města, a co bylo nejhoršího, dva nebo tři horlivé milovníky zákona Božího nevinně upálili... | “ |

O druhém obléhání:
| „                                                           | A Žižka přijev, nejprve je mírumilovně oslovil řka: „Otevřte bránu a nechte nás pokojně vejíti do města s velebnou svátostí těla Kristova a s kněžími a my slibujeme, že vám nezpůsobíme žádné škody ani na životě ani na majetku.“ A oni však, jako by se rouhali, řekli: „Nepotřebujeme vašeho těla Kristova ani vašich kněží, protože máme i tělo Kristovo i kněze, kteří se nám hodí.“ Uslyšev to Žižka, pozdviženým hlasem pravil: „Přísahám dnes Bohu, jestliže vás mocí dobudu, že nikoho nenechám na živu, nýbrž rozkážu pobíti všechny, kolik vás jen bude.“ Vždyť když dobyli útokem města Prachatic na hranicích bavorských, ukrutně zahubila ruka táborská po ulicích 135 lidí, ubivši je cepy a mečem jako vepře; a osmdesát pět jich zavřeli v kostelní sakristii, zapálili sudy a slámu a beze všeho milosrdenství ty lidi upálili. Nehledě na to, že pokleknuvše k zemi a sepnuvše a pozdvihnuvše ruce k nebi, ze srdce prosili, aby dali ubohým čas k pokání a že chtějí učinit všechno, cokoli rozkážou. | “ |
| — Vavřinec z Březové (překlad z latiny František Heřmanský) | |   |

### Hodnocení historiků
Historici vycházejí z popisu, který zanechal Vavřinec z Březové. Zatímco František Palacký a Josef Pekař text nezpochybňují, Petr Čornej se zamýšlí nad tím, že kronikář nebyl přímým účastníkem děje a mohl si případně dialogy vymyslet v zájmu vylepšení obrazu. Žižkův postup při druhém obléhání (nabídka mírového řešení a po jeho odmítnutí vyvraždění mužů a zachování života žen a dětí) však považuje za paradigma respektované středověkými vojsky, včetně husitských, a tedy věrohodný. Počet vyvražděných obyvatel odpovídá podle Čorneje tehdejšímu počtu prachatických mužů ve věku mezi 14 a 60 lety. O části popisující dobývání městských hradeb se historik domnívá, že byla ovlivněna literárními vzory (Alexandreida).
F. Palacký a V.V. Tomek shodně udávají, že v domech a na ulicích se tehdy našlo asi 230 zabitých osob; dalších asi 85 osob bylo upáleno v sakristii kostela svatého Jakuba. V.V. Tomek upozorňuje na to, že v rožmberské popravčí knize je zmínka o Martinovi z Tupadel, který v Prachaticích sám zabil tři osoby.

## Zajímavost

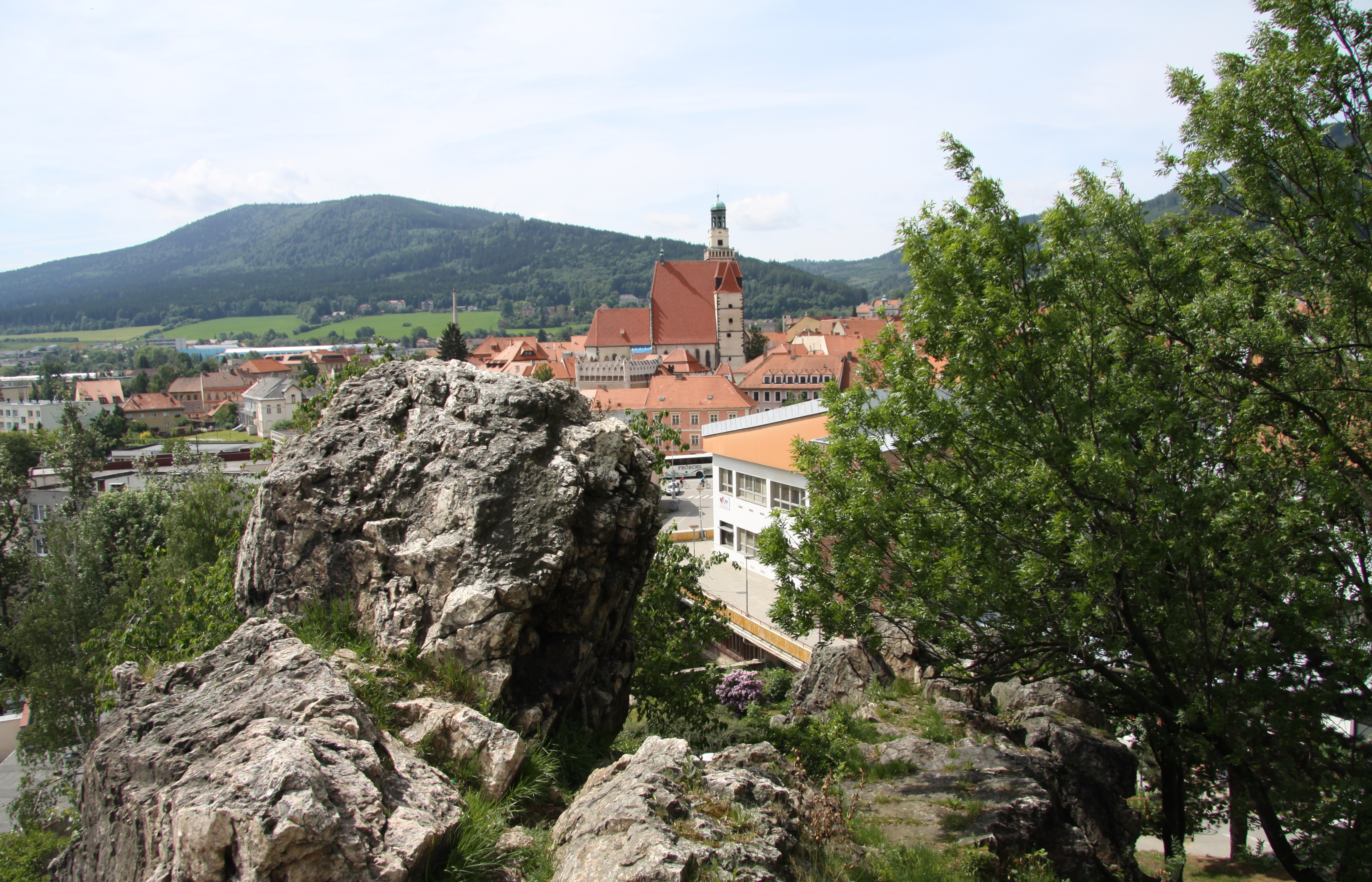
Prachatice – Žižkova skalka (2011)

Pod Dolní branou v Prachaticích je tzv. Skalka, které se též říká Žižkova skalka. Z ní prý Žižka řídil obléhání města. Spojení s Žižkou v názvu Skalky bylo zavedeno až po druhé světové válce, jako protiváha k názvu Schillerova skála (Schillerfelsen), který užívali místní Němci až do roku 1945. (V srpnu 1905 byla na Skalku umístěna Schillerova pamětní deska, která byla později odstraněna.)